# Ian Clough
Pas d'image ? Cliquez ici
Ian Clough est un alpiniste britannique. Il est né en 1937 à Baldon près de Bradford dans le Yorkshire et mort, le 30 mai 1970, lors d'une expédition sur la face sud de l'Annapurna dans la chaîne de l'Himalaya. 

## Alpinisme
Ian Clough effectue de nombreuses ascensions très difficiles dans les Alpes. Notamment, il gravit avec Don Whillans, Chris Bonington et Jan Długosz le pilier central du Frêney sur le mont Blanc en 1961. Il réalise la première ascension britannique de la face nord de l'Eiger avec Chris Bonington en 1962. Il grimpe aussi en Grande-Bretagne où avec Tom Patey, en 1968, il est le premier à escalader Am Buachaille, un stack situé près de la baie de Sandwood. Il publie en 1969, un guide d'escalade sur les Highlands. La femme de Clough, Niki, a fait des ascensions avec lui, notamment la face nord du Cervin.

## Expédition sur l'Annapurna
En 1970, Ian Clough prend part à une expédition sur l'Annapurna dirigé par Chris Bonington. Après la réussite de l'ascension de la face sud par Dougal Haston et Don Whillans, il est tué dans la chute d'un sérac, le 30 mai.

## Hommage
Une inscription, en anglais et en népalais, a été gravée dans un rocher peu de temps après sa mort au camp de base. Chris Bonington lui dédie son livre Annapurna South Face sorti en 1971. Un bâtiment a été nommé Ian Clough Hall à Baildon, sa ville natale. En novembre 1999, une plaque de cuivre a été posée en sa mémoire au camp de base de l'Annapurna. La plaque a été commandée par Kelvin Kent qui était responsable du camp de base dans l'expédition de 1970.